# Giuseppe Dell'Omo
Giuseppe Dell'Omo (Torino, 6 settembre 1901 – Torino, 23 ottobre 1995) è stato un vescovo cattolico italiano.

## Genealogia episcopale e successione apostolica
La genealogia episcopale è:
- Cardinale Scipione Rebiba
- Cardinale Giulio Antonio Santori
- Cardinale Girolamo Bernerio, O.P.
- Arcivescovo Galeazzo Sanvitale
- Cardinale Ludovico Ludovisi
- Cardinale Luigi Caetani
- Cardinale Ulderico Carpegna
- Cardinale Paluzzo Paluzzi Altieri degli Albertoni
- Papa Benedetto XIII
- Papa Benedetto XIV
- Cardinale Enrico Enriquez
- Arcivescovo Manuel Quintano Bonifaz
- Cardinale Buenaventura Córdoba Espinosa de la Cerda
- Cardinale Giuseppe Maria Doria Pamphilj
- Papa Pio VIII
- Papa Pio IX
- Cardinale Alessandro Franchi
- Cardinale Giovanni Simeoni
- Cardinale Antonio Agliardi
- Vescovo Giacinto Arcangeli
- Cardinale Giuseppe Gamba
- Cardinale Maurilio Fossati, O.SS.G.C.N.
- Vescovo Giuseppe Dell'Omo

La successione apostolica è:
- Vescovo Giacomo Cannonero (1950)
- Vescovo Giustino Pastorino, O.F.M. (1965)